# Blackcomb Glacier Provincial Park
Der Blackcomb Glacier Provincial Park (auch Blackcomb Glaciers Park) ist ein nur 221 Hektar (ha) großer Provincial Park im Südwesten der kanadischen Provinz British Columbia, östlich des Wintersportortes Whistler, im Squamish-Lillooet Regional District. Der Park gehört zu den kleineren der Provincial Parks in British Columbia.
Das Gebiet des Parks wurde 1990 teilweise aus dem Garibaldi Provincial Park herausgelöst, um Teile des Blackcomb Glaciers zu schützen.

## Anlage
Östlich von Whistler gelegen, liegt der Park in der Spearhead Range der kanadischen Coast Mountains. Er erstreckt sich von Norden nach Süden und grenzt im Süden sowie im Osten unmittelbar an den Garibaldi Provincial Park. Die höchsten Punkte sind auf der südlichen Parkgrenze der Blackcomb Peak mit einer Höhe von bis zu 2436 m sowie der Spearhead mit einer Höhe von 2457 m auf der südöstlichen Parkgrenze. Nach Norden fällt der Park bis auf eine Höhe von etwa 1620 m ab. Dort verlässt auch der Blackcomb Creek, ein Nebenfluss des Fitzsimmons Creek, welcher unterhalb des Blackcomb Glacier entspringt, den Park. Nach Westen stößt der Park an das Skigebiet Whistler-Blackcomb.
Bei dem Park handelt es sich um ein Schutzgebiet der IUCN-Kategorie II (Nationalpark).